# 李中山
李中山（又譯作李鍾山，1924年—2011年7月23日），朝鮮人，原朝鲜人民军军需动员总局局长（2005年）。1997年4月授人民軍次帅军衔。為金日成去世，金正日上臺後獲得晉昇，成為朝鮮中央軍事重要領導幹部的人之一。曾被授予共和国英雄、金日成勋章等荣誉。